# Maison de FitzMaurice
Pour les articles homonymes, voir FitzMaurice.
Cette page explique l’histoire ou répertorie les différents membres de la famille FitzMaurice.
La Maison de FitzMaurice est une très ancienne famille de l'aristocratie britannique qui remonte à Guillaume le Conquérant.

## Origine
Les Comtes de Kerry trouvent leurs origines en ligne directe avec l'ancêtre de la famille FitzGerald, Windsor, Carew, McKenzie et Castella de Windsor au XIe siècle.

### Fortune
La fortune de la famille Fitzmaurice était considérable à l'époque et garde aujourd'hui un train de vie très prestigieux. Sir William Petty acquit de vastes terres dans le sud du Comté de Kerry, dans le Comté de Limerick, Comté de Cork, Comté de Kilkenny, Offaly et Westmeath. Sa fille, Lady Anne Petty, épousa Lord Thomas Fitzmaurice, premier Comte de Kerry et son petit fils, Lord William Petty-FitzMaurice, 1er Marquis de Lansdowne hérita du domaine via ses parents.
Le domaine s'élevait à plus 38 040 hectares dans le Comté de Kerry et 617 hectares dans le Comté de Limerick. En tout, leurs propriétés irlandaises s'élevaient à presque 49 000 hectares.
Depuis 1754, le résidence des Marquis de Lansdowne est à Bowood House dans le Wiltshire. Le domaine de 810 hectares est en partie ouverte aux visiteurs.

### Titres
La famille FitzMaurice porte de nombreux titres divisé en deux pairies ; celle d'Irlande et celle de Grande-Bretagne.
| Pairie d'Irlande    | Pairie de Grande-Bretagne |
| ------------------- | ------------------------- |
| Comte de Kerry      | Marquis de Lansdowne      |
| Comte de Shelburne  | Comte de Wycombe          |
| Baron Kerry         |                           |
| Vicomte FitzMaurice |                           |

## Baron Kerry
- Lord Thomas FitzMaurice, 1er Baron Kerry ;
  - Lord Maurice FitzMaurice, 2e Baron Kerry ;
    - Lord Nicholas FitzMaurice, 3e Baron Kerry ;
      - Lord Maurice FitzMaurice, 4e Baron Kerry ;
        - Lord John FitzMaurice, 5e Baron Kerry ;
          - Lord Maurice FitzMaurice, 6e Baron Kerry ;
            - Lord Patrick FitzMaurice, 7e Baron Kerry ;
              - Lord Thomas FitzMaurice, 8e Baron Kerry ;
                - Lord Edmond FitzMaurice, 9e Baron Kerry ;
                  - Lord Edmond FitzMaurice, 10e Baron Kerry ;
                    - Lord Edmond FitzMaurice, 11e Baron Kerry, 1er Vicomte Kilmaule (titre éteint) ;
                      - Lord Patrick FitzMaurice, 12e Baron Kerry ;
                        - Lord Thomas FitzMaurice, 13e Baron Kerry ;
                          - Lord Edmond FitzMaurice, 14e Baron Kerry ;
                            - Lord Gerard FitzMaurice, 15e Baron Kerry ;
                              - Lord Thomas FitzMaurice, 16e Baron Kerry ;
                                - Lord Patrick FitzMaurice, 17e Baron Kerry ;
                                  - Lord Thomas FitzMaurice, 18e Baron Kerry ;
                                    - Lord Partrick FitzMaurice, 19e Baron Kerry ;
                                      - Lord William FitzMaurice, 20e Baron Kerry.

## Comte de Kerry
- Lord Thomas FitzMaurice, 1er Comte de Kerry, père de Lord John Petty, 1er Comte de Shelburne ;
  - Lord William FitzMaurice, 2e Comte de Kerry ;
    - Lord Francis FitzMaurice, 3e Comte de Kerry.

## Marquis de Lansdowne
- Lord William FitzMaurice (alias Petty), 1er Marquis de Lansdowne, 1er Comte de Shelburne (recréé); fils de Lord John Petty, 1er Comte de Shelburne, il prit le nom "Petty" pour hériter de son oncle Lord Henry Petty, 1er Comte de Sheburne (1737–1805) marié à Lady Sophia Carteret, fille du 1er Comte de Granville ;
  - Lord John Petty-FitzMaurice, 2e Marquis de Lansdowne, 2e Comte de Shelburne (1765–1809) marié à Mary Arabella Maddox, veuve du Duc de Glifford ;
    - Lord Henry Petty-FitzMaurice, 3e Marquis de Lansdowne, 1er Comte de Wycombe, 4e Comte de Kerry (1780–1863) marié à Lady Louisa Fox-Strangways, fille du 2e Comte de Ilchester ;
      - Lord Henry Petty-FitzMaurice, 4e Marquis de Lansdowne, 5e Comte de Kerry, 1er Baron Wycombe (1816–1866) marié à Lady Georgiana Herbert, fille du 11e Comte de Pembroke ;
      - Lord Henry Petty-FitzMaurice, 5e Marquis de Lansdowne, 33e Vice-roi des Indes, 6e Comte de Kerry (1845–1927) marié à Lady Maud Hamilton, fille du 1er Duc d'Abercorn ;
        - Lord Henry Petty-FitzMaurice, 6e Marquis de Lansdowne, 7e Comte de Kerry (1872–1936) marié à Elizabeth Caroline Hope ;
          - Lord Charles Petty-FitzMaurice, 7e Marquis de Lansdowne, Lord Nairne (1917–1944) non marié, le titre passe à son cousin ;
            - Lord George Petty-FitzMaurice, 8e Marquis de Lansdowne (1912-1999) marié à Barbara Dempsey Chase ;
              - Lord Charles Petty-FitzMaurice, 9e Marquis de Lansdowne (né en 1941) marié à Lady France Eliot, fille du 9e Comte de St Germans.